# We Will Take You with Us
We Will Take You With Us este numele primului Album live/DVD din cariera formației de Symphonic metal olandeze Epica

## Lista melodiilor
1. "Façade of Reality"
2. "Sensorium"
3. "Illusive Consensus"
4. "Cry for the Moon"
5. "The Phantom Agony"
6. "Seif al Din"
7. "Feint" (versiune acustică)
8. "Run for a Fall" (versiune acustică)
9. "Memory"
10. "Falsches Spiel"